# 高盛麟
高盛麟（1915年—1989年），原名高仲麟，男，祖籍山西榆次，生于北京，中国京剧表演艺术家，曾任中国戏剧家协会理事。

## 家庭
父亲高庆奎。